# Estación de Twann
La estación de Twann es una estación ferroviaria de la localidad suiza de Twann, perteneciente a la comuna suiza de Twann-Tüscherz, en el Cantón de Berna.

## Historia y situación
La estación de Twann fue inaugurada en el año 1860 con la puesta en servicio del tramo Le Landeron - Biel/Bienne de la línea Olten - Lausana, también conocida como la línea del pie del Jura.
Se encuentra ubicada en el sur del núcleo urbano de Twann. Cuenta un único andén central al que acceden dos vías pasantes, a las que hay que sumar una vía muerta.
En términos ferroviarios, la estación se sitúa en la línea Olten - Lausana, que prosigue hacia Ginebra y la frontera francosuiza, conocida como la línea del pie del Jura. Sus dependencias ferroviarias colaterales son la estación de Tüscherz hacia Olten y la estación de Ligerz en dirección Lausana.

## Servicios ferroviarios
Los servicios ferroviarios de esta estación están prestados por SBB-CFF-FFS:

### Regional
- R Neuchâtel - Biel/Bienne.Cuenta con trenes cada hora en ambos sentidos, con refuerzos en las horas punta de lunes a viernes.